# Linke Skrwa
Die Linke Skrwa (Skrwa Lewobrzeżna, Skrwa Lewa oder Skrwa Południowa; die Rechte Skrwa – Skrwa Prawobrzeżna oder Skrwa Prawa mündet wenig unterhalb am gegenüberliegenden Ufer bei Siecien weichselabwärts von Płock) ist ein linker Zufluss der Weichsel in Polen. Sie entspringt südlich der Stadt Gostynin, die sie in ihrem nordnordöstlichen Lauf passiert, und mündet, nachdem sie am Lucienskie-See vorbeigeflossen ist und den Landschaftsschutzpark von Gostynin und Włocławek passiert hat, bei Brwilno Dln. in die Weichsel. Ihre Länge wird unterschiedlich mit 51,7 km oder mit 42,8 km angegeben. Von Gostynin bis zur Mündung ist sie ein Kajakrevier.